# Cerjani
Cerjani is een plaats in de gemeente Kaštelir-Labinci in de Kroatische provincie Istrië. De plaats telt 15 inwoners (2001).